# Abbazia di Santa Maria Assunta (Colle di Val d'Elsa)
L'abbazia di Santa Maria Assunta è un luogo di culto cattolico che si trova in località Coneo, nel comune di Colle di Val d'Elsa, in provincia di Siena, nel territorio dell'arcidiocesi di Siena-Colle di Val d'Elsa-Montalcino.

## Storia
Situata nei pressi dell'incrocio tra il tracciato collinare della via Francigena e la via Volterrana, venne fondata intorno all'anno 1000 e subito adottò la regola benedettina. Il più antico documento riguardante l'abbazia è il suo registro necrologico dal quale è possibile estrarre delle informazioni sulla vita interna del monastero. In data 15 maggio di un anno imprecisato dell'XI secolo qui morì il vescovo di Firenze Lamberto che nel 1032 vi era entrato come semplice monaco, inoltre sappiano che a quel tempo l'organizzazione del cenobio era affidata ad un abate, come Giovanni morto il 19 marzo, ed era in funzione un ospedale il cui custode era il converso Erito morto un 23 aprile, ed anche un mulino guidato dal converso Azzo deceduto un 24 aprile; caso del tutto eccezionale e prova di una precocissima penetrazione nella Valdelsa della pittura è la presenza nell'abbazia di un tale Bonitio pictor deceduto un 31 maggio.
L'aggregazione alla riforma vallombrosana avvenne tra il 1073 e il 1076; nei capitoli dell'ordine convocati nel 1095 e nel 1100 il priore dell'eremo di Conèo era presente e nel registro necrologico risulta che il 15 gennaio 1086 qui morirono Pietro monaco vallombrosano e vescovo di Pistoia e suo fratello Placido. Dopo il passaggio all'ordine vallombrosano si decise di innalzare una nuova chiesa abbaziale, chiesa la cui costruzione iniziò sicuramente dopo il 5 maggio 1108 e che venne intitolata a Santa Maria e consacrata nel 1124 alla presenza dei vescovi di Volterra, di Anagni e di Acqui. Il vescovo di Volterra era anche il proprietario del monastero e sappiamo che alla metà del XII secolo era retto da un abate di nome Ugo che venne confermato nel suo ruolo il 23 aprile 1179 da papa Alessandro III e nel 1195 l'abate si chiamava Ildebrando.
Nel periodo a cavallo tra il XII e il XIII secolo l'abate di Conèo ricoprì spesso ruoli di grande importanza nella società colligiana e da essa ricevette spesso delle donazioni: il 25 giugno 1197 l'abate Bonato ricevette in dono dei beni posti a Montegabbro e Circiniano da un ricco colligiano e da sua moglie alla presenza di Buoninsegna console del comune di Colle; ancora nel 1224 l'abate di Conèo venne chiamato a far da giudice e paciere in una contesa che vedeva contrapposti il frate minore Paolo e l'arciprete Zanghello per stabilire chi dovesse predicare nelle chiese colligiane. Nel 1254 per ripianare i debiti contratti dal vescovo volterrano nei confronti dei banchieri senesi l'abbazia di Conèo fu costretta a dare in pegno a questi ultimi i suoi beni ma nonostante ciò alla fine del XIII secolo le rendite dell'abbazia erano ingenti del tutto paragonabili ad altri ricchi monasteri valdelsani come dimostrano le decime pagate nel 1276 che ammontarono a 23 lire e 7 soldi, cifra salita a 35 lire l'anno successivo mentre tra il 1296 e il 1303 pagarono ogni anno quasi 35 lire

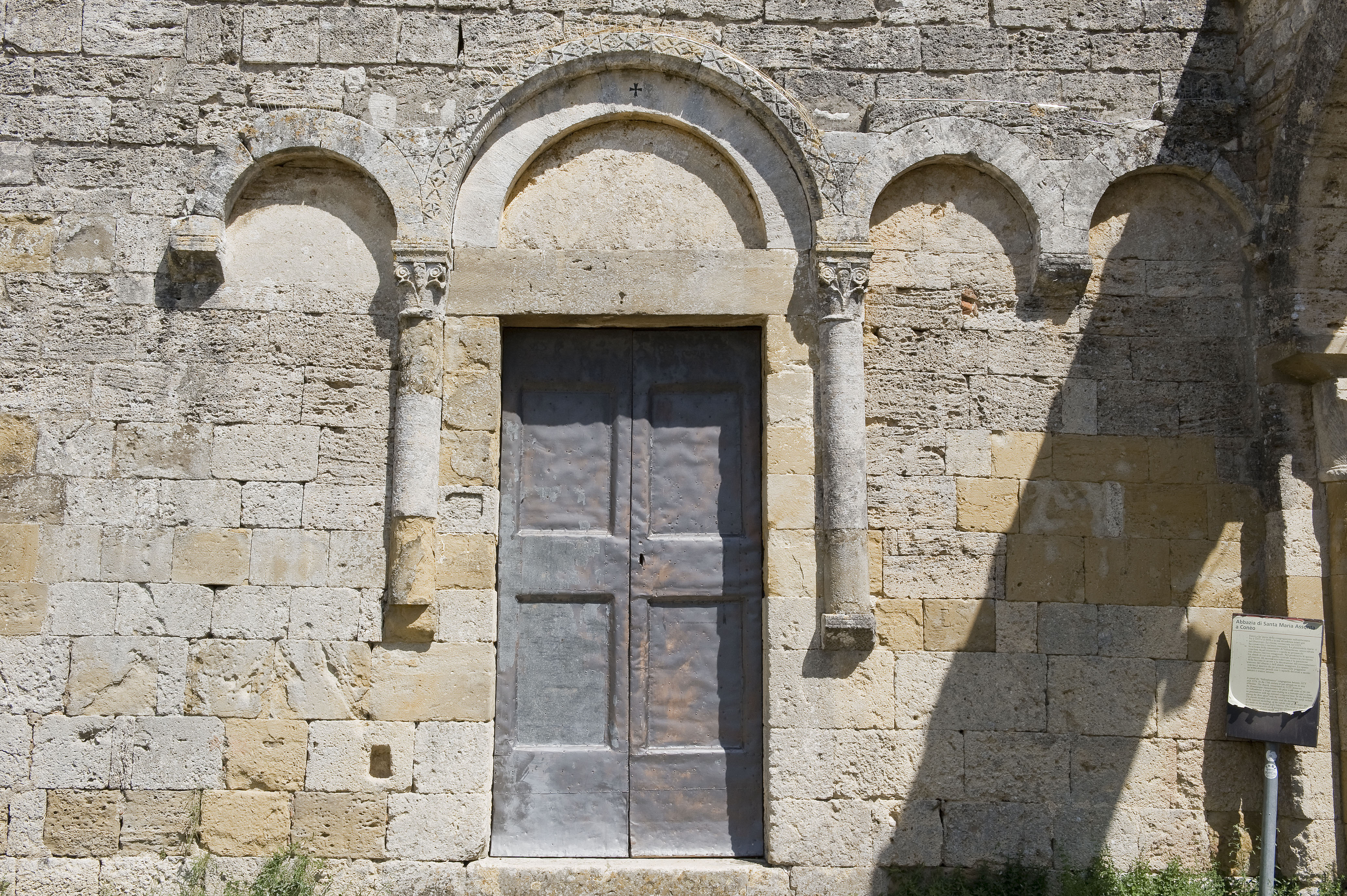
Portale di accesso

Per tutta la prima metà del XIII secolo il cenobio fu sottoposto ai Signori di Picchena, che il 14 dicembre 1324 fecero nominare il nuovo abate che ricevette un giuramento di fedeltà da parte dei rettori delle chiese di Santa Margherita a Dometaio, San Pietro a Montegabbro, dei Santi Giusto e Andrea a Picchena e dal priore della Badia del Sale, tutte chiese dipendenti da Conèo. In seguito i rapporti con i Signori di Picchena si fecero difficili e l'abbazia chiese aiuto alla Repubblica fiorentina, che interessata ad espandersi nella zona fu ben felice di intervenire. Un primo intervento lo fece il 22 gennaio 1354 ammonendo i Picchena per le offese fatte al cenobio visto che 
 ma i Picchena non dovettero dare ascolto ai consigli visto che il 10 agosto 1355 gli uomini di Conèo si rivolsero ai fiorentini segnalando che 

Tra il XIV e XV secolo l'abbazia iniziò a decadere e fu data in commenda ma non fu un'ottima scelta visto che nel 1427 risulta 
 Nel XVI secolo la commenda passò anche al cardinale Alessandro Farnese futuro papa Paolo III e agli umanisti Paolo Cortesi e Aonio Paleario.
Nel 1576 la vecchia badia era diventata una parrocchia da cui dipendevano 30 famiglie per circa 150 abitanti e possedeva dei beni per 400 ducati e i cui patroni furono prima Giovanni Francesco Lottini vescovo di Conversano poi a Giuliano Marucelli parente del cardinale Farnese e infine all'abate pistoiese Lelio Tolomei. Dopo la creazione della diocesi di Colle Val d'Elsa la chiesa ne divenne una dipendenza e fu elevata a pieve con 7 chiese suffraganee.
Gli abitanti della parrocchia di Coneo erano in costante aumento tanto che alla metà del XVIII secolo si ritenne necessario effettuare dei lavori di adeguamento che interessarono sia l'interno che l'esterno.
La chiesa venne totalmente restaurata tra il 1920 e il 1922, in quell'occasione col contributo economico del comune di Colle vennero rimosse tutte integrazioni barocche e l'edificio fu riportato allo stile romanico. Oggi, a causa dello spopolamento delle campagne e per una diminuita pratica religiosa, la chiesa è quasi sempre chiusa e perciò poterla visitare all'interno è molto difficile.

## Descrizione

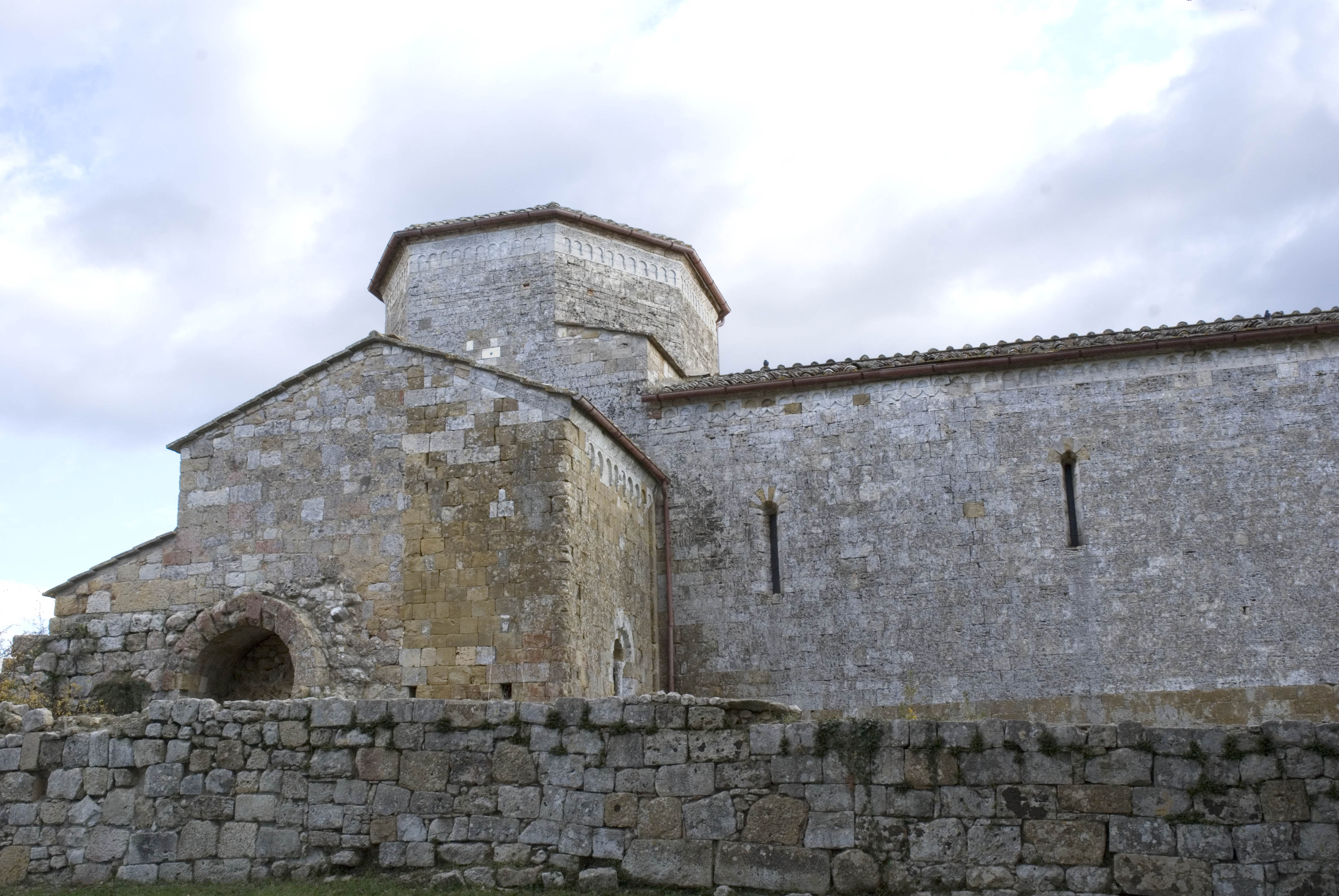
La fiancata sinistra

All'edificio della chiesa, consistente in una navata rettangolare con transetto absidato coperto a volta con una cupola sulla crociera, sono affiancati gli edifici del monastero. Tutto il complesso è il risultato di un'unica fase costruttiva e presenta una muratura realizzata a corsi paralleli e orizzontali di conci in travertino e arenaria.

### Esterno
La facciata presenta un portale architravato con arco a tutto sesto con la ghiera decorata a rosette e cordone inserito in una finta galleria pensile composta da cinque arcate poggianti su colonne concluse da capitelli decorati con figure antropomorfe e da mensole scolpite con figure zoomorfe. Ai margini della facciata sono collocate due semicolonne concluse da capitelli ungulati. L'ordine superiore della facciata è stato profondamente alterato con gli ultimi restauri visto che prima vi si apriva una bifora sovrastata da un campanile a vela
Dall'esterno l'unico fianco perfettamente visibile è quello settentrionale in cui si aprono tre monofore con archivolto in bicromia poste a distanza regolare. In alto la fiancata è coronata da una serie di archetti monolitici decorati a foglie di palma sostenuti da mensole decorate a figure antropomorfe quali teste maschili collegate da festoni, sopra la quale è posta la cornice decorata con foglie e racemi che è sta definita 
 Questa decorazione è paragonabile quella del Duomo di Volterra e a quella della Badia di Montepiano e corre per tutta la fiancata, per il tiburio e si interrompe all'altezza del braccio del transetto sinistro dove era previsto l'innalzamento del campanile poi mai completato.
Al transetto sinistro, a cui in un'epoca imprecisata venne addossata una costruzione oggi ridotta a rudere, presenta una monofora a colonnine con arco bicromico e davanzale scolpito a rosette inquadrata tra due lesene, la monofora è molto simile a quelle presenti nella chiesa di Cellole e nella chiesa di Cedda.

La zona della tribuna ha un aspetto molto simile a quello della cattedrale di Sovana o di altre abbazie maremmane ed è caratterizzata dal volume dell'abside centrale e dalla bassa struttura che contiene quelle laterali come nella pieve di Mensano. Il coronamento della curva absidale è simile a quello delle fiancate ma qui è arricchito da una serie di testine poste sotto gli archetti e da rosette e intrecci viminei nella cornice. In corrispondenza di ognuna delle tre navate si aprono altrettante monofore con archivolto monolitico a doppio sguancio. Il paramento murario della parte bassa della zona absidale è realizzata a bozze di pietra e probabilmente appartiene ad un edificio preesistente.

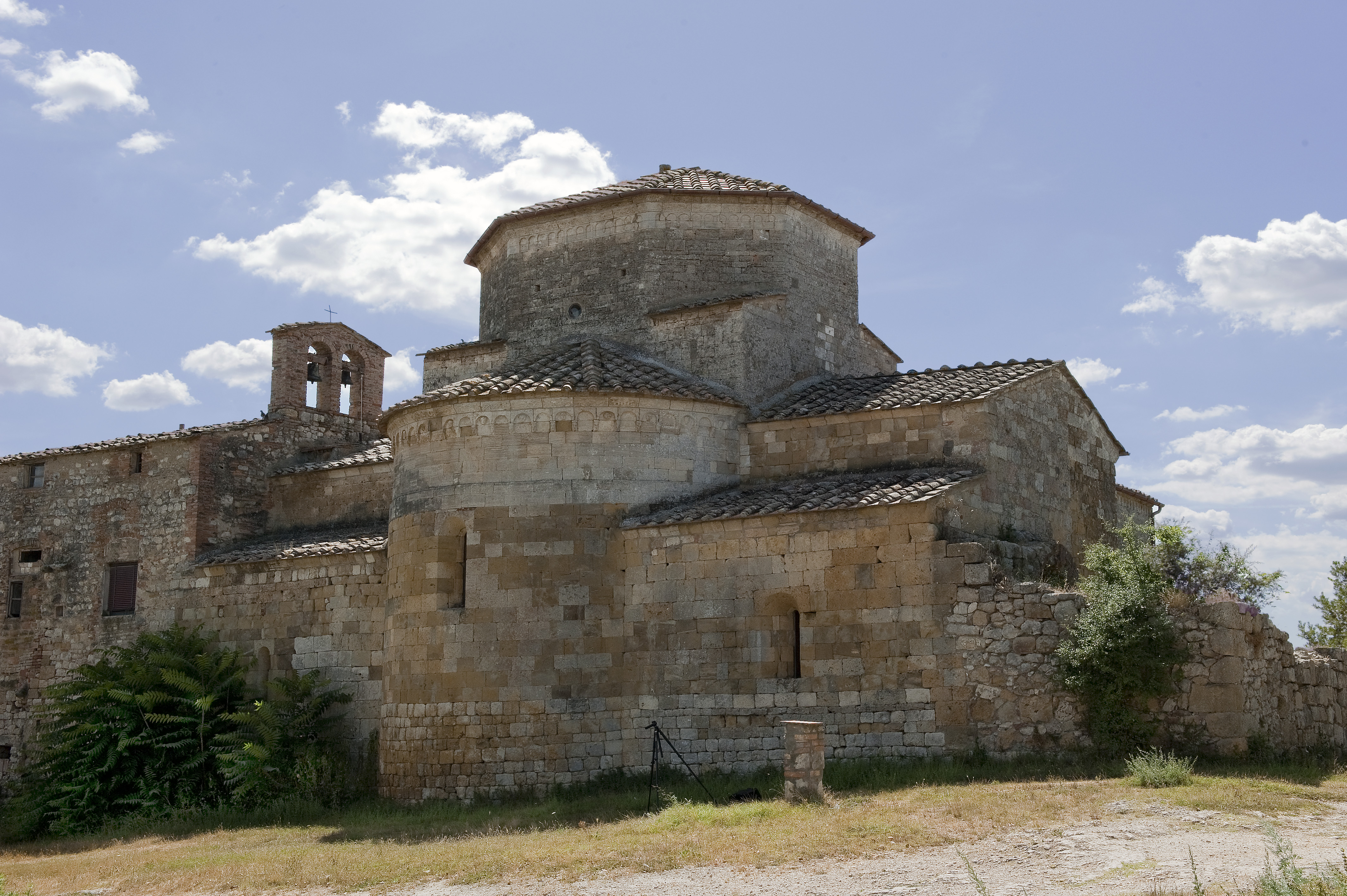
Veduta della tribuna

Tutto l'edificio è sovrastato dal tiburio ottagonale che contiene la cupola coperta con un tetto a piramide, presenta una sola apertura ad occhio molto stretta ed è decorato da racemi e archetti pensili poggianti su mensole antropomorfe alternate a piccole colonne

### Interno
L'interno della chiesa è a croce latina sul tipico modella della chiese vallombrosane e in questo causo è simile a quello della Badia a Coltibuono e alla Badia Berardenga. Lo spazio tra l'aula e il presbiterio con i transetti e separato da un arcone a risega poggiante su semicolonne pensili, motivo tipico delle chiese vallombrosane fiorentine.
La zona del presbiterio è suddivisa in tre sezioni ben distinte: le due sezioni laterali formate dai bracci dei transetti che presentano una volta a botte e l'abside profondamente incassata nella muratura a sacco; e la sezione formata dalla crociera, separata dalle navate minori da arconi ricassati poggianti su semicolonne, conclusa da una cupola a spicchi.
L'aula ecclesiale è coperta a capriate in bella vista. Sulla parte destra è posto il portale che dà accesso al monastero e te monofore molto simili ma disassate rispetto a quelle sulla sinistra. Addossate alle pareti laterali vi sono delle semicolonne che presentano dei capitelli con pulvini molto sporgenti come nella Pieve di Scola. Una volta entrati in chiesa i primi due che si incontrano sono quelli che decorano le semicolonne al centro della navata e mostrano entrambi due figure di oranti o forse di cariatidi divise da una colonna e vestite con tuniche di diversa foggia; le figure di sinistra rappresentano due monaci minacciati da un serpente. I capitelli posti per sostenere l'arcone centrale presentano una decorazione a fogliame ma hanno i pulvini decorati a racemi e fiori a cinque punte come gli abachi della pieve di Coiano. Tutti gli altri capitelli presentano una semplice decorazione a fogliami.

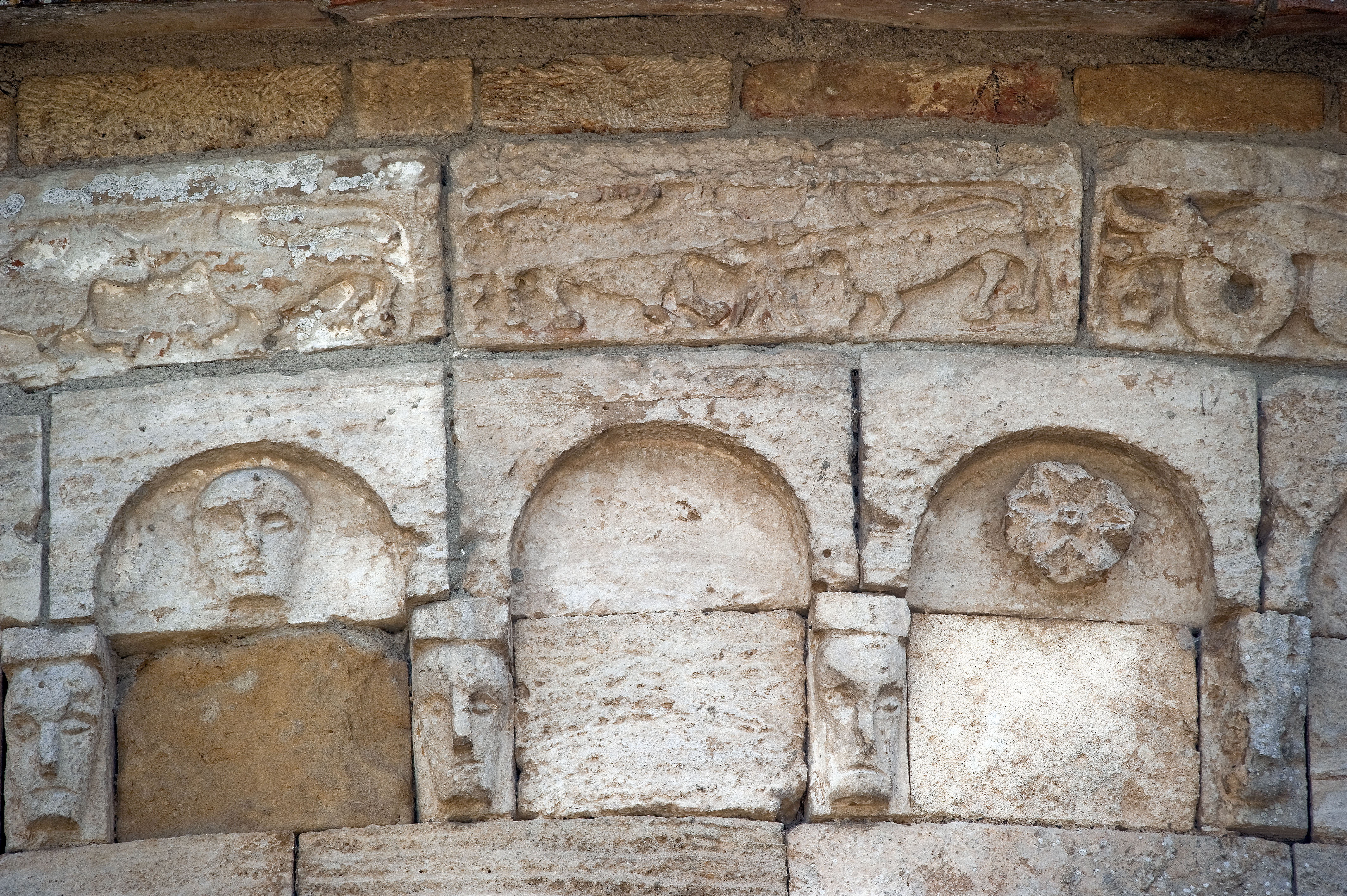
Testine nel tiburio

### Monastero
I locali del monastero sono addossati alla parete meridionale e sono interamente raccolti intorno ad un chiostro a cui si può accedere da un arco retto da due capitelli posto alla destra del portale di accesso.
I capitelli sono interessanti: quello di sinistra è scolpito con le figure di due palmizi con al centro un volatile su un albero mentre quello di destra presente Adamo ed Eva ai lati dell'albero della vita, elementi scolpiti con plastica consistenza, che torna nei capitelli della vicina pieve di sant'Ippolito.

## Piviere nel 1592
Dopo l'elevazione a pieve di libera collazione della diocesi colligiana dalla Abbazia di Conèo dipendevano 7 chiese suffraganee:
- chiesa di Santa Cristina al Castello di San Gimignano
- chiesa di Santa Maria a Mensanello
- chiesa di San Bartolomeo a Campiglia dei Foci
- chiesa di San Martino a Aiano
- chiesa di San Lorenzo alle Corti
- chiesa dei Santi Jacopo e Filippo a Quartaia
- chiesa di Sant'Ippolito a Elsa

## Note

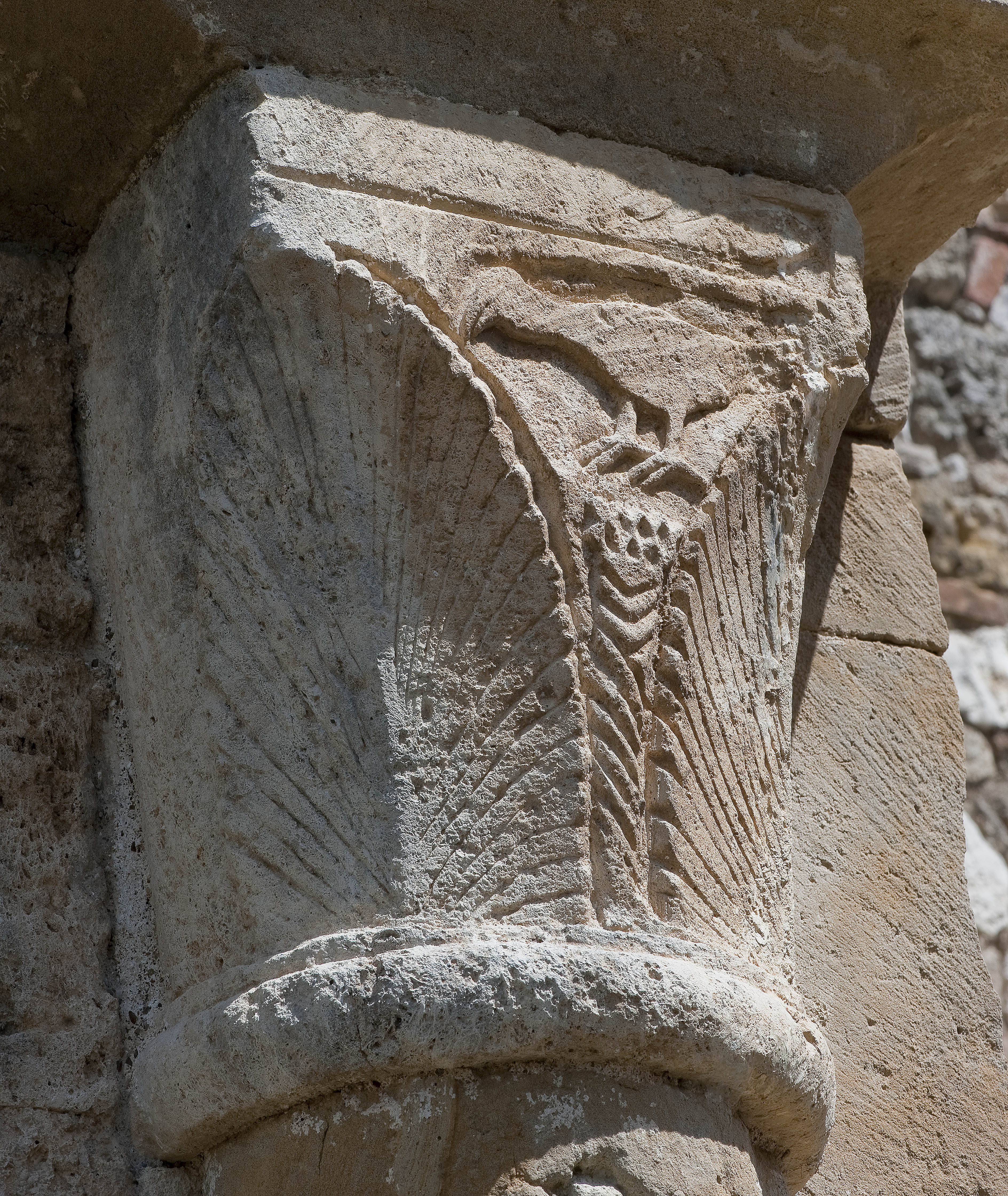
Capitello ornato

## Bibliografia

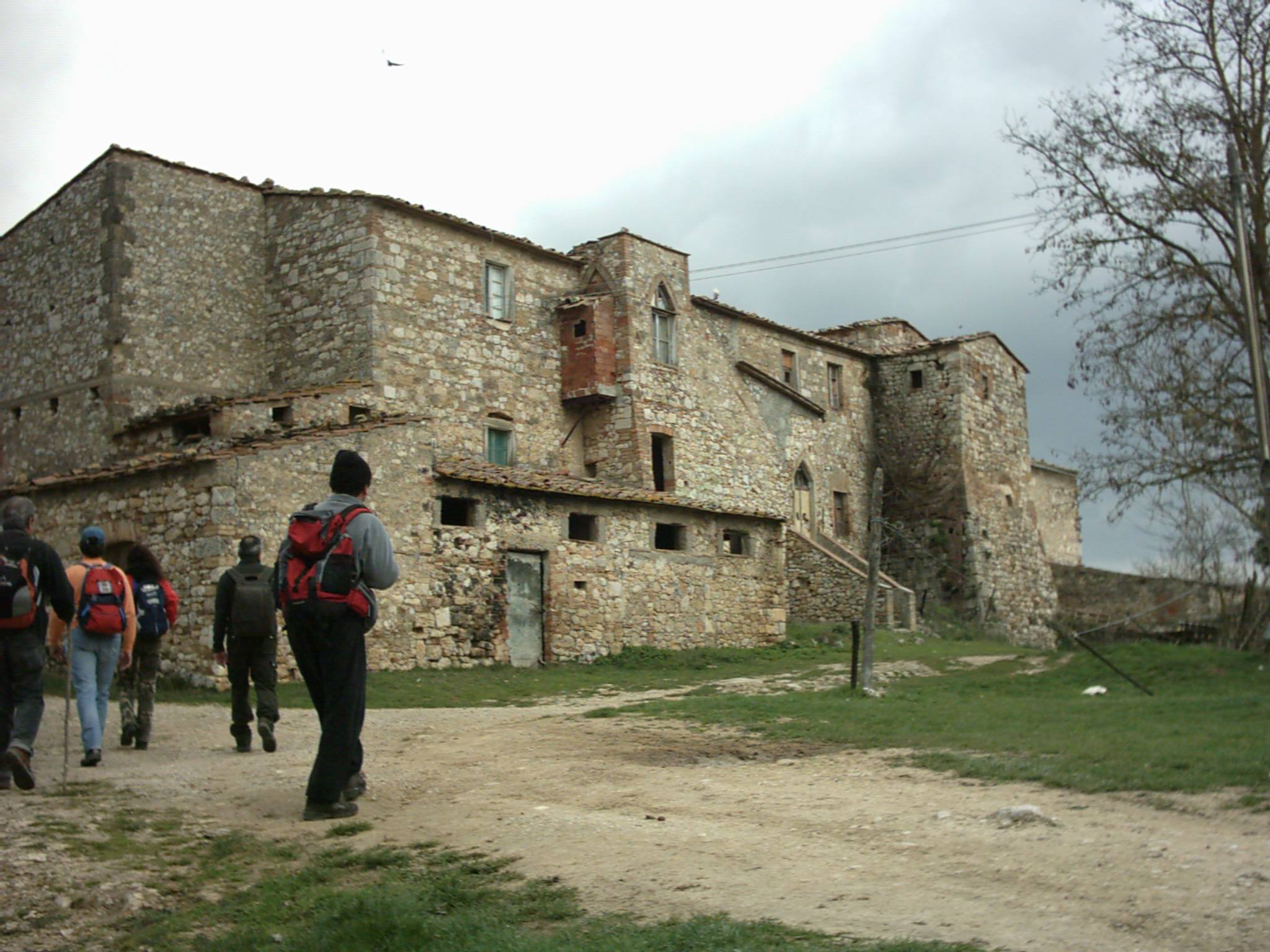
Retro dell'abbazia